# Ungdomsvärldsmästerskapet i volleyboll för pojkar
Ungdomsvärldsmästerskapet i volleyboll för pojkar spelas sedan 1989.

## Resultat
| År            | Spelplats                                     | Etta      | Tvåa          | Trea      | Fyra            |
| ------------- | --------------------------------------------- | --------- | ------------- | --------- | --------------- |
| 1989 Detaljer | Dubai, Förenade arabemiraten                  | Brasilien | Sovjetunionen | Bulgarien | Iran            |
| 1991 Detaljer | Porto, Portugal                               | Brasilien | Sovjetunionen | Sydkorea  | Tjeckoslovakien |
| 1993 Detaljer | Istanbul, Turkiet                             | Brasilien | Japan         | Sydkorea  | Portugal        |
| 1995 Detaljer | San Juan, Puerto Rico                         | Brasilien | Italien       | Japan     | Puerto Rico     |
| 1997 Detaljer | Teheran, Iran                                 | Italien   | Grekland      | Japan     | Polen           |
| 1999 Detaljer | Riyadh, Saudiarabien                          | Ryssland  | Venezuela     | Polen     | Saudiarabien    |
| 2001 Detaljer | Kairo, Egypten                                | Brasilien | Iran          | Ryssland  | Egypten         |
| 2003 Detaljer | Suphanburi, Thailand                          | Brasilien | Indien        | Iran      | Tjeckien        |
| 2005 Detaljer | Alger/Oran, Algeriet                          | Ryssland  | Brasilien     | Italien   | Argentina       |
| 2007 Detaljer | Mexicali/Tijuana, Baja California, Mexiko     | Iran      | Kina          | Frankrike | Argentina       |
| 2009 Detaljer | Jesolo/Bassano del Grappa, Italien            | Serbien   | Iran          | Argentina | Ryssland        |
| 2011 Detaljer | Bahía Blanca/Burzaco, Buenos Aires, Argentina | Serbien   | Spanien       | Kuba      | Frankrike       |
| 2013 Detaljer | Mexicali/Tijuana, Baja California, Mexiko     | Ryssland  | Kina          | Polen     | Iran            |
| 2015 Detaljer | Corrientes / Resistencia, Argentina           | Polen     | Argentina     | Iran      | Ryssland        |
| 2017 Detaljer | Riffa, Bahrain                                | Iran      | Ryssland      | Japan     | Sydkorea        |
| 2019 Detaljer | Tunis / Radès, Tunisien                       | Italien   | Ryssland      | Argentina | Egypten         |
| 2021 Detaljer | Tehran, Iran                                  | Polen     | Bulgarien     | Iran      | Ryssland        |